# Карен (сленг)

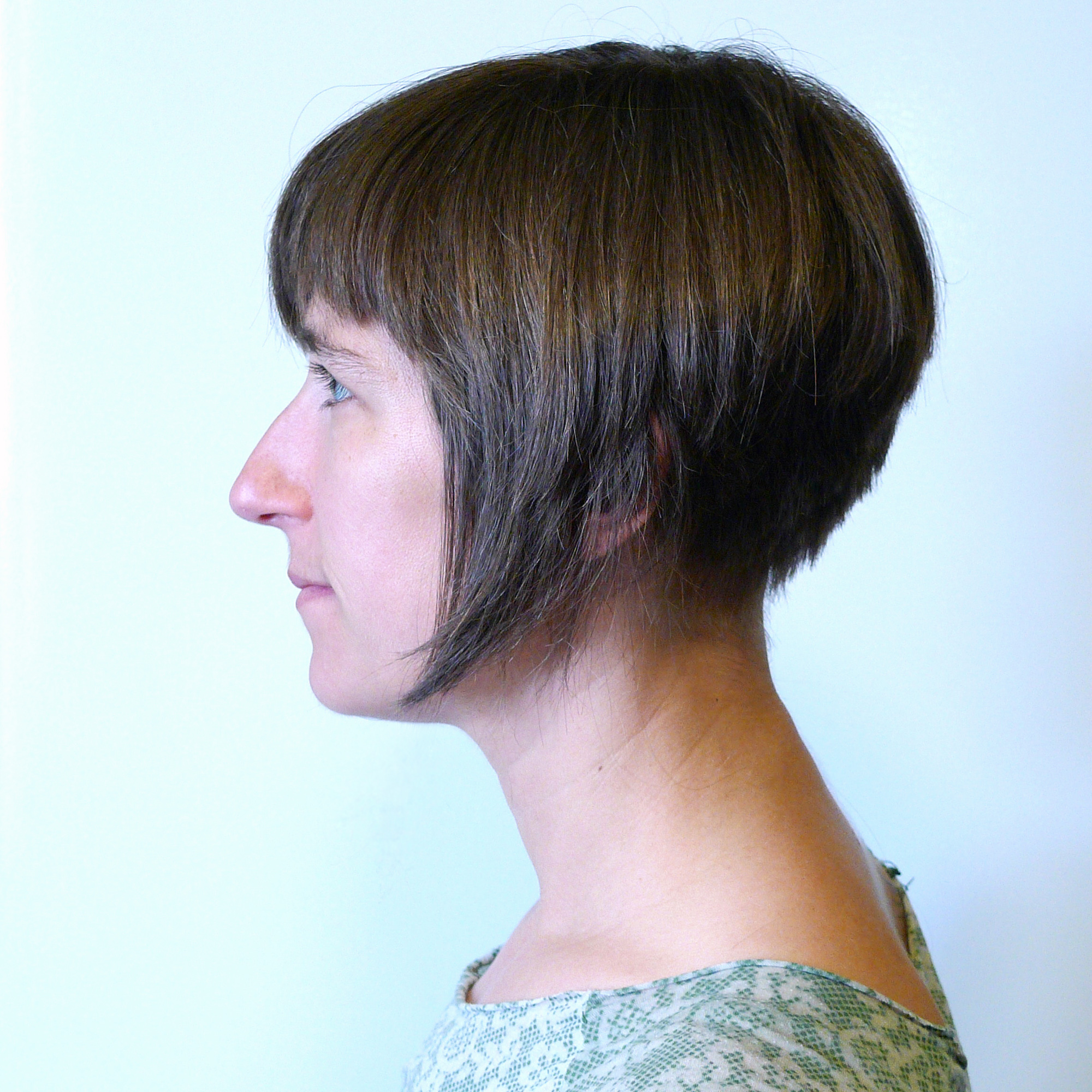
Каре, зачіска, яку часто асоціюють із терміном «Карен»

Карен — це принизливий термін, використовуваний як сленг для позначення білої жінки середнього класу, яка поводиться так, ніби має більше прав, ніж інші, або ставить надмірні вимоги. Термін часто використовується в мемах, що зображують білих жінок середнього класу, які «використовують свої привілеї білої людини та класові привілеї, щоб вимагати того, що їм потрібно». Такі меми зазвичай зображають вимоги «покликати менеджера», расистську поведінку або жінок із зачіскою каре. Термін набув популярності після інциденту зі спостереженням за птахами в Центральному парку в 2020 році.
Термін вважається принизливим серед тих, хто також вважає його сексистським, ейджистським, класовим, мізогінним і контролюючим поведінку жінок. Термін також може бути застосованим до чоловіків.
Станом на 2020 рік термін все частіше з'являвся в ЗМІ та соцмережах як загальна критика білих жінок середнього класу, зокрема під час пандемії COVID-19 і протестів через убивство Джорджа Флойда. Газета Ґардіан назвала 2020 рік «роком Карен».

## Походження
В афроамериканській культурі білих жінок з важкими рисами характеру або тих, хто «використовує своє становище як зброю», історично було прийнято називати загальними принизливими іменами. У проміжку між війною 1812 року та громадянською війною США (1815—1861) використовувався термін «Міс Енн». На початку 1990-х використовували термін «Беккі». Ще у 2018 році, до того, як слово «Карен» стало популярним, використовувалися алітераційні назви, які відповідали певним інцидентам, наприклад «Беккі-барбекю», «Керолайн з магазину на кутку» та «Перміт Патті». Лінгвістка Кендра Калхун пов'язує стереотип «Карен» з більш давнім терміном «футбольна мама».
Існує кілька можливих джерел походження терміна «Карен». Ранні випадки використання «Карен» як жарту включають персонажку Карен (у виконанні Аманди Сейфрід) в фільмі 2004 року «Погані дівчиська», скетч Дейна Кука «Друг, який нікому не подобається» 2005 року в його альбомі «Відплата» та Інтернет-мем 2016 року про жінку в рекламі консолі Nintendo Switch, яка отримала прізвисько «асоціальна Карен» через демонстрацію поведінки, що сприймається як антисоціальна. У грудні 2017 року меми про Карен стосовно жінок, що «мають право», стали вірусними на Reddit; першим опублікував такий мем користувач karmacop9, який розповідав про те, як його колишня дружина Карен отримала опіку над їхніми дітьми. Публікації призвели до створення сабредіту r/FuckYouKaren, що містить меми про ці публікації та створення інших варіантів, зокрема r/karen і r/EntitledKarens.
Більш детальне пояснення походження, яке включає в себе расову приналежність: цей вислів спочатку використовувався темношкірими людьми для позначення білих жінок, що мають необґрунтовані вимоги. Термін був популяризований у чорному твітері як мем, який використовувався для опису білих жінок, які «поводять себе агресивно щодо темношкірих дітей на лимонадних стендах» або демонструють не в найкращому вигляді «насильницьку історію білих жінок». Нині неіснуючий журнал «Bitch»  описав Карен як термін, який походить від темношкірих жінок, але який був використаний в іншому контексті білими чоловіками. У статті про резонансні інциденти в США, коли білі жінки викликали поліцію на темношкірих, The Guardian назвала 2020 рік «роком Карен».

## Значення і використання
Професор Канзаського державного університету Гізер Сюзанна Вудс, чиї дослідницькі інтереси включають меми, зазначила, що визначальними характеристиками Карен є почуття права, готовність і бажання скаржитися, а також егоцентричний підхід до взаємодії з іншими людьми. За словами Вудс, Карен «вимагає, щоб світ існував згідно з її стандартами, мало зважаючи на інших, і вона готова ризикувати або принижувати інших заради досягнення своїх цілей». Рейчел Шарлін Льюїс, яка писала для журналу Bitch, погоджується з цими твердженнями, кажучи, що Карен не сприймає інших як особистості і натомість рухається «крізь світ, готова боротися з безликим конгломератом меншовартих людей, які не дають їй того, чого вона хоче і чого, на її думку, вона заслуговує».
Мем містить кілька стереотипів, найпомітнішим з яких є те, що Карен вимагає «поговорити з менеджером» гіпотетичного постачальника послуг. Інші стереотипи включають переконання проти щеплень, расизм, надмірне використання Facebook і зачіску каре із світлим меліруванням. Фотографії зачісок Кейт Госселін і Дженні Маккарті часто використовуються для зображення Карен, а їхні зачіски в стилі каре іноді називають «можна-поговорити-з-вашим-менеджером?».
За словами Епріл Вільямс з Мічиганського університету, меми «активно звертають увагу на переваги білих і закликають до відшкодування».

### Расовий контекст
Time назвав мем «скороченою інтернет версією … для особливого виду расового насильства, яке білі жінки провокували протягом століть — після багатьох років тривожної історії, коли білі жінки в країні використовували свою сприйману вразливість як зброю». Медіа-дослідниця Університету Вірджинії Мередіт Кларк сказала, що уявлення про білу жінку, поруч з якою темношкірі люди відчувають потребу бути обережними, оскільки вона без вагань користуватиметься своїм «привілеєм» за рахунок інших, «завжди існувало; просто це уявлення не завжди було так специфічно пов'язане з іменем однієї людини». Карен Ґріґсбі Бейтс погоджується, що Карен є продовженням послідовності таких персонажок, як міс Енн і Беккі, додаючи, що концепція Карен, в тому розумінні як темношкірі люди використовували цей термін, стала зрозумілою для білих людей, коли Saturday Night Live показали пародію на сцену з телевізійної вікторини Jeopardy! де Чедвік Боузмен грає свого героя Чорної пантери Т'Чаллу. The Guardian зазначає, що «зображення білої жінки, яка викликає поліцію на темношкірих людей, розвіює міф про расову невинність». Сучасні Карен порівнюють із Керолін Браянт (білою жінкою, яка звинуватила в образі Еммета Тіла, що призвело самосуду над ним) та Маєллою Юелл (вигадана персонажка роману 1960 року «Вбити пересмішника»).
Мем став найбільш популярним у 2020 році, внаслідок росту руху Black Lives Matter у відповідь на численні події. Андре Брок, професор цифрової культури афроамериканців з Технічного університету Джорджії, пов'язав вірусність мему влітку 2020 року з пандемією коронавірусу, вбивством Джорджа Флойда та інцидентом зі спостереженням за птахами в Центральному парку, зазначивши, що обидва інциденти відбулися в ті ж самі вихідні, у період, коли більша частина світу була змушена сидіти вдома та мала багато вільного часу для перегляду відео. Він сказав, що вірусність цих двох відео стала результатом «збігу інтересів», у якому пандемія «перетиналася з колективним обуренням жорстокістю поліції» та «висвітлювала надзвичайне насильство — і потенційно смертельні наслідки — білої жінки, яка егоїстично викликала поліцію через злобу та удаваний страх». Ейпріл Вільямс з Мічиганського університету назвала це «мемом темношкірих активістів», сказавши, що в кінцевому підсумку мем є корисним для того, щоб допомогти людям розпізнати проблемну поведінку, але також попередила, що жарти применшують загрозу для темношкірих людей.
Кілька авторів не погодились із звинуваченням в тому, що цей термін є образою білих жінок. Карен Аттіа, редакторка Global Opinions для The Washington Post, стверджує, що терміну не вистачає історичного контексту, щоб бути принизливим, і що твердження, що термін «Карен» є принизливим, применшує справжню дискримінацію.

### Вживання щодо чоловіків
Термін Карен зазвичай використовується для позначення жінок, але The Atlantic зазначила, що «чоловіка легко можна назвати Карен», а штатний автор Девід А. Грем назвав тодішнього президента Дональда Трампа «головнокомандувачем Карен». Так само, у листопаді 2020 року твіт, у якому Ілона Маска було названо «Космічна Карен» через його коментарі щодо ефективності тестування на COVID-19, став вірусним. Для чоловічого еквівалента імені Карен було запропоновано багато варіантів, але остаточної згоди щодо одного імені не було досягнуто, хоча «Кен» і «Кевін» є одними з найпоширеніших еквівалентних імен. Чоловічим еквівалентом міс Енн епохи Джима Кроу був Містер Чарлі.

## Критика
Термін вважається сексистським, ейджистським, класовим та мізогінним. Гедлі Фрімен, колумністка і авторка репортажів для The Guardian, стверджує, що цей мем почав використовуватись для контролю та «наказу жінкам замовкнути», а не для опису негативної поведінки. Дженніфер Вайнер, яка писала для The New York Times під час пандемії COVID-19, зазначила, що через острах бути названою Карен, мем змусив її замовкнути та притамувати своє бажання скаржитися на чоловіка, який кашляв просто неба, розмовляв і плювався на тротуар. У серпні 2020 року Гелен Льюїс написала в The Atlantic: «Карен стала синонімом жінки серед тих, хто вважає жінку образою. Тепер існує спільнота, яка вимірюється увагою та схваленням кожного, хто може знайти в чиїйсь поведінці Карен». Льюїс також зазначила, що у цього терміна є ефект так званої «пастки для пальців»: «Як можна бути більшою Карен, ніж скаржитися, коли хтось називає тебе „Карен“? Існує сильний стимул добре ставитися до інших жінок, яких називають Карен, щоб у свою чергу не стати Карен».
Британська журналістка та феміністка Джулі Біндел запитала: «Чи вважає хтось ще, що термін „Карен“ зневажливо ставиться до жінок і ґрунтується на класових упередженнях?» Фрімен відповіла, цей термін «сексистський, ейджистський і класовий, у такому порядку». Кейтлін Тіффані в журналі The Atlantic запитала: «Чи є Карен просто жінкою, яка робить що завгодно, що дратує людей? Якщо так, то який чоловічий еквівалент?», маючи на увазі, що мем називають мізогінним. Ніна Берлі написала, що мем — «це лише виправдання, щоб зневажати випадкових білих жінок середнього віку». Метт Шімковіц, старший редактор Know Your Meme, заявив Business Insider у 2019 році, що цей термін «просто перейняв усі форми критики щодо білих жінок в Інтернеті», і що він став популярним завдяки оцінці цієї демографічної групи як такої, що має завищені очікування чи вимоги до інших чи суспільства.
Твердження про те, що цей термін є принизливим або схиляє жінок до певної поведінки, також було піддано критиці[ким?]. Цей термін піддається критиці, оскільки він заважає жінкам говорити за себе. Письменник Ахмед Пірсторфф каже: «архетип Карен — лише останній у довгій низці тисячолітніх спроб утримати жінок на місці».

## Відомі застосування
У 2018 році колишня комісарка поліції порту Нью-Йорка та Нью-Джерсі Карен Тернер потрапила на відео, коли вона лаяла двох поліцейських міста Тенефлай, штат Нью-Джерсі, за те, що вони зупинили автомобіль, у якому їхала її донька. Відео було оприлюднено пізніше.
Під час пандемії COVID-19 термін використовувався для опису жінок, які жорстоко поводилися з медичними працівниками азійського походження через виникнення вірусу в материковому Китаї, тих, хто накопичували основні запаси, такі як туалетний папір, а також тих, хто контролювали поведінку інших, щоб нав'язувати карантин, та тих, хто протестували проти продовження обмежень, оскільки вони не дозволяли їм відвідувати салони краси, а також проти того, що їх змушували носити маски для обличчя в магазинах; це спонукало одного критика запитати, чи не трансформувався цей термін в універсальний термін несхвалення або критики білих жінок середнього віку. Використання терміна зросло зі 100 тис. згадок у соцмережах у січні 2020 року до 2,7 мільйонів у травні 2020 року.
У травні 2020 року Крістіан Купер, пишучи про інцидент зі спостереженням за птахами в Центральному парку, сказав, що «внутрішня Карен повністю проявила себе з не найкращого боку», коли він почав записувати цей епізод. Він записав, як жінка телефонувала в поліцію і розповідала, що «афроамериканець» погрожує їй і її собаці.
16 грудня 2020 року Мійю Понсетто охрестили «Сохо Карен» після того, як вона схопилася з 14-річним Кейоном Гарролдом-молодшим, сином джазового трубача Кейона Гарролда у фоє готелю Арло в Нью-Йорку та звинуватила його в її крадіжці її телефону. Понсетто стверджувала, що під час сварки на неї напали, хоча не змогла надати доказів заяви. Після інциденту водій Uber повернув їй телефон. На початку січня 2021 року Понсетто заарештували в окрузі Вентура, Каліфорнія, і екстрадували до Нью-Йорка, де її звинуватили в крадіжці у великих розмірах, спробі пограбування, створення небезпеки для дітей і двох нападах, оскільки вона також напала на Гарролда-старшого під час сварки. Також була оприлюднена інформація, що Понсетто двічі заарештовували в 2020 році за знаходження в стані сп'яніння в громадських місцях і водіння в нетверезому стані. Під час першого судового засідання в березні 2021 року Понсетто перебила суддю, вимагаючи уникнути тюремного ув'язнення.
У липні 2021 року Іджеома Укента, американка Нігерійського походження, завантажила відео, на якому біла жінка, пізніше названа Ебігейл Елфік, лежала на підлозі і благала не знімати її нервовий зрив, але сама сварка, яка призвела до інциденту, не була записана. Укента стверджувала, що інцидент почався після того, як Елфік підійшла надто близько до неї під час перегляду нижньої білизни, і після того, як Елфік вимагала від касира «підтримки», що Укента їй погрожувала. Після того, як відео нервового зриву було завантажено, Ебігейл Елфік назвали «Victoria’s Secret Карен», а Укента зібрала понад 104 000 доларів США від збору коштів на платформі GoFundMe під назвою «Допоможіть мені захиститися від Карен». Проти Елфік почалась онлайн-кампанія переслідувань з вимогами її звільнення зі шкільного округу, де Елфік проходила стажування; до Елфік також надходили агресивні дзвінки, включаючи погрози зґвалтування і вбивства. Елфік, яка є інвалідом і страждає від тривалої історії медичних і психологічних розладів, живе в комплексі, призначеному для мешканців з інтелектуальними вадами та вадами розвитку, і її адвокати стверджували, що дії Елфік були мотивовані страхом перед зйомками, а не расовими забобонами.
У травні 2023 року Сару Комрі, помічницю лікаря, назвали «Citi Bike Карен» після того, як вона та темношкірий підліток вступили в суперечку щодо оренди Citi Bike. Відео інциденту стало вірусним, і GoFundMe Комрі отримав понад 130 тис. доларів США у вигляді пожертвувань на оплату судових витрат. Проте GoFundMe підлітка до 27 травня зібрав близько 65 доларів.

### Законодавство
У липні 2020 року член наглядової ради Сан-Франциско Шаманн Волтон представив закон про застереження щодо ненадзвичайних ситуацій, пов'язаних із расовою експлуатацією (англ. CAREN), який мав на меті змінити кодекс поліції Сан-Франциско, щоб заборонити фабрикувати расово упереджені звіти про надзвичайні ситуації. Закон був ухвалений одноголосно в жовтні того ж року, після чого Вільямс зазначив, що «ці меми насправді виконують логічну та політичну роботу, допомагаючи нам досягти правових змін».

## Інші використання
Формування тропічного шторму Карен у середині 2019 року в басейні ураганів в Атлантиці призвело до того, що меми порівнюють шторм із стереотипом; кілька користувачів жартували про шторм, який бажає «поговорити з менеджером», про «стрижку Карен», додану до зображень за допомогою Фотошопа, про сам ураган або про його прогнозований шлях.
У липні 2020 року Domino's Pizza розмістила рекламу в Австралії та Новій Зеландії, пропонуючи безкоштовну піцу «гарним Карен»; Пізніше компанія вибачилася та відмовилася від реклами через критику.
У липні 2020 року інтернет-мем у формі пародійної реклами вигаданої ляльки компанії American Girl під назвою «Дівчина року», зображеної як уособлення стереотипу «Карен», у спортивному костюмі, з зачіскою каре, не приховуючи, що вона озброєна самозарядним пістолетом, зухвало порушуючи вказівки щодо носіння маски для обличчя, встановлені через пандемію COVID-19, спровокувало критику з боку компанії; в компанії були обурені через використання свого імені та візуального вигляду товару, заявивши, що допис стратега бренду Адама Паділья під псевдонімом «Adam the Creator» викликає «огиду» і що компанія «працює з відповідними підрозділами American Girl, щоб забезпечити належне вирішення проблеми цього порушення авторських прав». На вебсайті Boing Boing було висловлено сумнів щодо користі запропонованого компанією судового позову проти пародій на «Карен», посилаючись на ефект Стрейзанд, хоча також була зазначена важливість дискусії щодо того, чи є сатиричний намір пародійної реклами захищеним законом.
У липні 2020 року ВВС назвала «Стіну мам» «хорошим прикладом того, що переважно білі жінки середнього класу середнього віку явно не є Карен. Натомість активісти вважають, що Стіна мам використовує свій привілей, щоб протестувати проти того самого системного расизму та класової нерівності, які Карен активно прагне використовувати».
На початку 2022 року було створено вебсайт «Karens for Hire», який допомагає людям із скаргами на компанії, стягуючи при цьому певну плату.

## Споріднені терміни
Філіппінський сленговий термін Marites має схоже значення та конотацію з Карен, хоча цей термін частіше використовується в жартівливій або легковажній формі, особливо щодо стереотипних пліткарок у філіппінських околицях.